# Орден Процветания (Марокко)
Орден Процветания — государственная награда Королевства Марокко.

## История
Орден Процветания был учреждён королём Марокко Хасаном II.
Орден учреждался в трёх классах – первом, втором и третьем.
В декрете от 2 Раби аль-Авал 1421 года (5 июня 2000 года) за № 1.00.218, регулирующего наградную систему марокканского королевства, орден Процветания не упоминается.

## Степени
Три класса:
| Класс            | 1 класс Золото | 2 класс Серебро | 3 класс Бронза |
| Орденская планка |                |                 |                |

Знак ордена вручается на нагрудной ленте.

## Описание
В зависимости от класса знак ордена изготавливается из позолоченной бронзы, посеребренной бронзы или просто бронзы.
Знак ордена – пятиконечная матированная звезда с гладким бортиком. В центре звезды надпись на арабском языке в две строки
Реверс знака гладкий матированный.
Орденская лента шёлковая муаровая красного цвета с двумя жёлтыми полосками, отстающими от края.